# Mohammed Deif
Mohammed al-Masri (arabul: محمد المصري – Mohammed az Egyiptomi; Hán Júnisz, Hán Júnisz kormányzóság, 1965 – 2024. július 13.), katonai hívójele és hírhedtségét Mohammed Deif (arabul: محمّد الضيف – Mohammed a Vendég) néven szerezte, a kunyája (harci neve) pedig Abu Khaled (arabul: أبو خالد "Khaled Apja") palesztin militáns, Hamász iszlamista szervezet katonai szárnyának, az Izz ad-Dín al-Kasszám Brigádoknak a főparancsnoka.
Deif Izrael „legkeresettebb” listájának élén szerepelt, az izraeli hadsereg katonáinak meggyilkolása, valamint öngyilkos merényletek és emberrablások megtervezése miatt. 2015-ben felvették az Egyesült Államok Specially Designated Global Terrorists listájára. Izrael nyolc merényletkísérletet hajtott végre ellene, amelyek közül a legutóbbi a 2023-as Izrael-Hamász-háború idején történt, és meg is ölte őt. A Hamász sokáig nem ismerte el halálát, aminek következtében 2024 novemberében a Nemzetközi Büntetőbíróság elfogatóparancsot adott ki ellene háborús bűncselekmények vádjával.

## Fiatalkora
Mohammed Diab Ibrahim al-Masri néven született 1965-ben a Hán Júniszi menekülttáborban, a Gázai övezet déli részén. Tinédzserként korán el kellett hagynia az iskolapadot, hogy apjának kárpitosüzletében segíthessen. Ezt követően számos ideiglenes munkát vállalt, volt taxisofőr és egy apró hentesüzem tulajdonosa is (más források szerint pedig csirkefarmja volt). Ez időben Hán Júnisz egyik negyedében élt, hét testvérével és szüleivel. Barátai elbeszélései alapján barátságos és jó humorú volt, ámde introvertált. 1987 végén, a helyi mecsetben tett látogatásai során került a Hamász közelébe először, bár az Al-Jazeera arab nyelvű enciklopédiája szerint ekkor már tagja volt a muszlim testvériségnek. Később a Gázai Iszlám Egyetemen tanult kémiát, ahol 1988-ban szerezte meg diplomáját.
Az egyetemi évei alatt szenvedélyesen szerette a színházat, és megalapította a "The Returners" (A visszatérők) nevű színházi társulatot a palesztin menekültek nevében, akik azokra a vidékekre vágytak visszatérni, ahol korábban éltek, mielőtt Izraelből elmenekültek volna 1948-ban. Számos szerepben tűnt fel, és történelmi személyeket is megtestesített. Avi Melamed, a washingtoni Eisenhower Intézet Közel-Kelet szakértője szerint Deif folytatta a színészkedést, miután csatlakozott a Hamászhoz, és a Hamász propaganda videóiban néha kisebb szerepekben is feltűnt.

## Korai „katonai” karrier
Deif hetekkel az első intifáda kezdete után csatlakozott a Hamászhoz, és az izraeli hatóságok 1989-ben vagy 1990-ben tartóztatták le a szervezetben való részvétele miatt. 16 hónapos fogvatartás után szabadon engedték egy fogolycsere egyezmény keretein belül. Ezt követően aktívan részt vett az Izz ad-Dín al-Kasszám Brigádok, a Hamász fegyveres szárnyának, felállításában.
Deif közel állt Emad Akelhez és Yahya Ayyashhoz, akiket Izrael 1993-ban, illetve 1996-ban iktatott ki. Utóbbi kiiktatása után Deif megpróbált eltűnni Izrael radarjáról, elkerülendő, hogy ő is hasonló sorsra jusson. 1996-ban, öngyilkos merénylők több buszt felrobbantottak Jeruzsálemben, több mint 50 halálos áldozatot szedve. Az 1990-es évek elején és a 2000-es évek elején számos öngyilkos merénylet fűződött a nevéhez. Állítólag ő felügyelte Shahar Simani, Aryeh Frankenthal és Nachshon Wachsman izraeli katonák elrablását és későbbi meggyilkolását is az 1990-es években.
2000 májusában a Palesztin Hatóság letartóztatta Deifet, de ugyanazon év decemberében, a második intifáda elején, őreinek segítségével megszökött.

## Az al-Kasszám brigádok vezetője
Deif azt követően lett az IKB legfelsőbb katonai parancsnoka, miután Izrael 2002 júliusában likvidálta Salah Shehade-t. 2006 júliusa és 2012 novembere között a de facto parancsnokságot Deif helyettese, Ahmed Yabari gyakorolta, miután Deif súlyosan megsebesült egy izraeli merényletkísérletben.
2015 szeptemberében az Egyesült Államok külügyminisztériuma felvette Deifet és három másik Hamász-vezetőt a speciálisan kijelölt globális terroristák listájára.

### Stratégia
Deif nevéhez fűződik az IKB átalakítása. Amatőr sejtcsoportokból szervezett katonai egységekből egy de facto „hadsereget” csinált az IKB-ból, amely képes lehet behatolni Izrael területére és megszállni azt. Katonai stratégiáját „fent és lent” stratégiának nevezték, amely arra épül, hogy izraeli területet rakétákkal támadjon meg, és földalatti alagutakat létesítsen az izraeli határon való beszivárgás céljából.
A 2023-as Izrael–Hamász-háborút kiváltó Izrael elleni támadás után a Reuters jelentése szerint az megelőző két évben Deif elhitette Izraellel, hogy a Hamászt nem érdekelt egy újabb konfliktusban. Ez a megtévesztési kampány magában foglalta azt a döntést, hogy a Hamász nem vett részt az Izrael és a Palesztin Iszlám Dzsihád közötti összecsapásokban 2022 augusztusában és 2023 májusában sem.

### Merényletkísérletek
Deif az 1990-es évek közepe óta szerepel Izrael „legkeresettebb listáján”. 2023 októberéig hét izraeli merényletet élt túl. Az első merényletkísérlet egy légicsapás volt 2001-ben, mielőtt Deif átvette volna az al-Kasszam brigádok vezetését. Izrael 2002 szeptemberében ismét megpróbálta megölni Deifet egy autójára mért csapással, 2003-ban és 2006 júliusában pedig a Hamász vezetők találkozójának otthont adó ház elleni csapást élt túl.
2014 augusztusában, a 2014-es gázai háború idején az izraeli légierő megkísérelte lebombázni Deifet Gáza Sejk Radwan kerületében. A Hamász tagadta, hogy Deifet megölték volna.
A 2021-es izraeli–palesztin háborúban, 2021 májusában az izraeli hadsereg egy hét alatt kétszer is megpróbálta likvidálni Deifet, de mindkét merényletkísérlet sikertelennek bizonyult.
A hét merénylet során Deif egy szemét és legalább egy végtagját veszítette el, ezért kerekesszékbe került. A 2006-os merényletet követően Deif három hónapot töltött Egyiptomban, ahol a koponyáját kezelték, miután repeszek kerültek bele. Továbbra is naponta szed nyugtatókat a fejfájása csillapítására. Túlélő képessége miatt Izraeli ellenfelei a „kilenc életű macska” becenévvel illetik.
„A népünk ellen elkövetett bűnök, a megszállás orgiája, a nemzetközi jogszabályok és határozatok tagadása, valamint az amerikai és nyugati támogatás fényében úgy döntöttünk, hogy véget vetünk mindennek. Az ellenség így majd megérti, hogy többé nem számíthat arra, hogy felelősségre vonás nélkül megússza”
Ez a szöveg egy videón hangzik el, amit a Hamász pár órával az Izrael ellen indított terrortámadás után adott ki, mintegy utólagos hadüzenetként, ezzel vette kezdetét a 2023-as Izrael-Hamász háború.
2024 májusában Karim Khan, a Nemzetközi Büntetőbíróság ügyésze bejelentette, hogy a Nemzetközi Büntetőbíróság vizsgálatának részeként háborús és emberiesség elleni bűncselekmények miatt kíván elfogatóparancsot kérni Deif és más Hamász-vezetők ellen.

## Imázsa
Deif arabul „vendéget” jelent. Ez állítólag arra utal, hogy elővigyázatosságból minden este más házban tartózkodik, tartva az izraeli támadásoktól. Egy másik magyarázat szerint a név egy színházi szerepéből származik, amelyet korábbi éveiben játszott.
Deif soha nem jelenik meg a nyilvánosság előtt, az egyetlen ismert kép róla 2000 körül készült. Ennek ellenére a palesztinok „népi hősévé” vált, mert számos merényletet túlélt. Katonai pozíciójából adódóan megúszta a Gázai övezetben a Hamász adminisztrációval szembeni kritikákat.

## Magánélete
Deif 2007-ben házasodott. Felesége, Widad Asfura és gyermekei egy 2014-es merényletkísérletben életüket vesztették.
Deif anyja 2011-ben, apja pedig 2022-ben hunyt el.

## Fordítás
Ez a szócikk részben vagy egészben  a   Mohammed Deif című angol Wikipédia-szócikk ezen változatának fordításán alapul.  Az eredeti cikk szerkesztőit annak laptörténete sorolja fel. Ez a jelzés csupán a megfogalmazás eredetét és a szerzői jogokat jelzi, nem szolgál a cikkben szereplő információk forrásmegjelöléseként.